# Grotte du Bouquetin
La grotte du Bouquetin est une grotte calcaire située sur le rocher de Gibraltar, au sud de l'Espagne. Elle a livré des outils lithiques moustériens.

## Historique
La grotte du Bouquetin a été découverte en 1975. Son nom vient d'un crâne de bouquetin (Bouquetin ibérique ou Capra pyrenaica) trouvé dans la grotte. L'animal aurait pu être chassé par les Néandertaliens de Gibraltar il y a des dizaines de milliers d'années. La grotte a été nommée et fouillée par le Musée national de Gibraltar en 1994. Sa première description scientifique date de 1999.